# Insenborn
Insenborn är en ort i Luxemburg.   Den ligger i distriktet Diekirch, i den nordvästra delen av landet, 40 kilometer nordväst om huvudstaden Luxemburg. Insenborn ligger 357 meter över havet och antalet invånare är 165.
Terrängen runt Insenborn är platt åt sydväst, men åt nordost är den kuperad. Insenborn ligger nere i en dal.  Närmaste större samhälle är Wiltz, 8,2 kilometer norr om Insenborn. 
I omgivningarna runt Insenborn växer i huvudsak blandskog. Runt Insenborn är det ganska glesbefolkat, med 38 invånare per kvadratkilometer.